# 5701 (année hébraïque)
5701 (hébreu : ה'תש"א , abbr. : תש"א) est une année hébraïque qui a commencé à la veille au soir du 3 octobre 1940 et s'est finie le 21 septembre 1941. Cette année a compté 354 jours. Ce fut une année simple dans le cycle métonique, avec un seul mois de Adar. Ce fut la troisième année depuis la dernière année de chemitta.

## Calendrier
Ce calendrier hébraïque de l'année 5701 donne les correspondances avec les dates du calendrier grégorien.
Le premier nombre dans chaque case correspond au jour du mois hébraïque. Les jours en couleurs sont des jours remarquables juifs .
| ◄◄ | 5701 | ►► |

## Événements
- Le coup d'État de la Légion et le pogrom de Bucarest
- Le Farhoud
- Le pogrom de Iași
- La campagne de Syrie (1941)

## Naissances
- Yossi Sarid
- Avraham Hirschson
- Bob Dylan
- Ehud Manor

## Décès
- Issai Schur
- David Ratziel
- Elchonon Wasserman

5696 - 5697 - 5698 - 5699 - 5700 - 5701 - 5702 - 5703 - 5704 - 5705 - 5706